# Cestroideae
Cestroideae, potporodica biljaka dvosupnica, dio porodice Solanaceae. Podijeljena je na četiri tribusa. Vrste ovog tribusa su iz Sjeverne i Južne Amerike,.
Tipični rod je cestrum (lat. Cestrum) sa 191 vrstom grmova i drveća koncentriranih uglavnom u Brazilu, te na Andama i Karibima.
U Hrvatskoj nema nijednog predstavnika.

## Tribusi i rodovi
- Subfamilia Cestroideae Burnett

1. Tribus Benthamielleae Hunz.
  1. Pantacantha Speg. (1 sp.)
  2. Combera Sandwith (2 spp.)
  3. Benthamiella Speg. ex Wettst. (12 spp.)
2. Tribus Salpiglossideae Benth.
  1. Salpiglossis Ruiz & Pav. (5 spp.)
3. Tribus Cestreae Dumort.
  1. Sessea Ruiz & Pav. (23 spp.)
  2. Vestia Willd. (1 sp.)
  3. Cestrum L. (191 spp.)
4. Tribus Browallieae Hunz.
  1. Protoschwenkia Soler. (1 sp.)
  2. Browallia L. (24 spp.)
  3. Streptosolen Miers (1 sp.)